# Karma Rangjung Künkhyab Thrinle

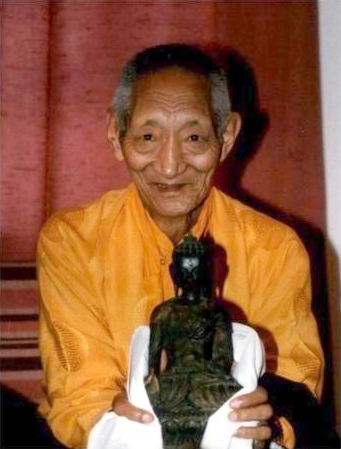
Kalu Rinpoche, Montpellier 1987

Der 2. Kalu Rinpoche Karma Rangjung Künkhyab Thrinle (tib.: Kar-lu rin-po-che Kar-ma rang-byung kun-khyab phrin-las; * 1905 in Kham; † 10. Mai 1989 in Kham) war ein tibetischer Lama, Autor und Linienhalter der Shangpa-Tradition des tibetischen Buddhismus.
Der 2. Kalu Rinpoche spielte für die nach 1960 einsetzende Verbreitung des Buddhismus außerhalb Tibets eine herausragende Rolle. Hervorzuheben ist seine Tätigkeit als Initiator eines bedeutenden Übersetzungsprojektes.

## Herkunft und Ausbildung
Karma Rangjung Künkhyab Thrinle wurde 1905 als Sohn des Karma Legshe Drayang (tib.: Kar-ma legs-bshad sgra-dbyangs), bekannt als 13. Ratak Pelsang Trülku, und seiner Frau Drölkar Chung Chung (tib.: sGrol-dkar chung-chung) geboren. Seine Eltern waren Schüler des Kongtrül Lodrö Thaye, Khyentse Wangpos und Mipham Rinpoches. Mit elf Jahren erhielt er die Ordination vom elften Tai Situpa und den Namen Karma Rangjung Künkhyab. Im Alter von 16 Jahren begann Kalu Rinpoche ein dreijähriges Retreat in dem von Kongtrül Lodrö Thaye 1842 gegründeten Meditationskloster Dechen Ösel Ling (tib.: bDe- chen 'od-gsal gling), das als ursprüngliche Einsiedelei dem großen Kloster Pelpung (tib.: dPal-spungs) zugeordnet war. Er erhielt dort die vollständigen Belehrungen der Shangpa- und der Karma-Kagyü-Schule. Im Alter von 25 Jahren ging Kalu Rinpoche in die Berge der Region Dêgê und lebte dort etwa 12 bis 15 Jahre lang als Asket.

## Lehrtätigkeit und Exil
Als er vom elften Tai Situpa darum gebeten wurde, zurückzukehren und zu unterrichten, gab er sein Dasein als besitzloser Wanderer auf und wurde Retreat-Meister für dreijährige Retreats in zwei Nebenklöstern des Pelpung-Klosters.
In den 1940er Jahren unternahm Karma Rangjung Künkhyab Thrinle eine Pilgerreise zu zahlreichen Klöstern des tibetischen Buddhismus. Dabei gab er im Wesentlichen auch Belehrungen zu den sogenannten „Fünf goldenen Lehren“ der Shangpa-Kagyü-Schule. Seine Tätigkeit brachte ihn zu dieser Zeit zusammen mit dem elften Tai Situpa bis nach Lhasa, wo er die Gelegenheit hatte, den für den noch minderjährigen 14. Dalai Lama Tendzin Gyatsho als Regenten eingesetzten 5. Radreng Rinpoche zu unterrichten.

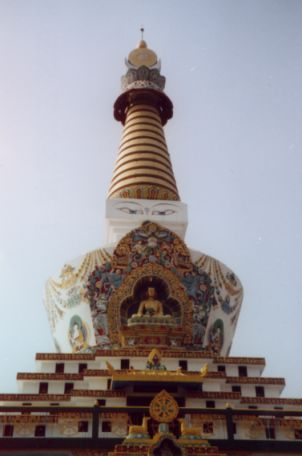
Salugara Stupa nahe Shiliguri

1955 besuchte er den 16. Karmapa Rangjung Rigpe Dorje in Tshurphu. Angesichts der politischen Lage forderte der 16. Karmapa ihn auf, Tibet zu verlassen und nach Indien und Bhutan zu gehen, um das absehbare Exil vorzubereiten.
Nachdem Karma Rangjung Künkhyab Thrinle daraufhin Tibet verlassen hatte, wurde er im Jahre 1957 in Bhutan Abt des Changchub-Chöling-Klosters im Kurtoe Gewog, Distrikt Lhuntse. 1965, er war inzwischen nach Indien umgesiedelt, gründete er sein erstes Kloster Samdrup Thargye Ling in Darjeeling.
Auf Anfrage des 16. Karmapa unterrichtete er 1973 die als die „Vier Regenten der Karma-Kagyü“ bekannten Geistlichen, nämlich den 14. Shamarpa Mipham Chökyi Lodrö, den zwölften Tai Situpa Pema Dönyö Nyinche, den zwölften Tshurphu Gyeltshab Dragpa Tenpe Yarphel und den dritten Jamgön Kongtrül Karma Lodrö Chökyi Sengge. Nach einer ähnlichen Anfrage des 14. Dalai Lama lehrte er auch in der Namgyel Tratsang, dem persönlichen Kloster des Dalai Lama in Dharamsala (Indien).

## Verbreitung des Buddhismus außerhalb Tibets
Zwischen 1971 und 1989 reiste Kalu Rinpoche häufig nach Europa, in die Vereinigten Staaten, Kanada und Südostasien. Er gründete weltweit mehr als 70 Dharma-Zentren, 20 Retreat-Zentren und 20 Stupas. 1988 begann er mit dem Bau des großen Salugara Stupa nahe Shiliguri.

## Übersetzungstätigkeit
1986 gründete er ein großes Übersetzungskomitee für die Schriften von Kongtrül Lodrö Thaye. Beteiligt waren Übersetzer unterschiedlicher Nationalitäten und aus allen Schulen des tibetischen Buddhismus.
Der zweite Kalu Rinpoche starb 1989 im Alter von 84 Jahren.